# Matthew Davis
Matthew W. Davis (ur. 8 maja 1978 w Salt Lake City w stanie Utah) – amerykański aktor.

## Życiorys
Ukończył szkołę średnią w Woods Cross w stanie Utah. Aktorstwem zainteresował się podczas studiów na University of Utah. Pierwszą poważną rolę odegrał w slasherze Johna Ottmana Ulice strachu II: Ostatnia odsłona (Urban Legends: Final Cut, 2000), w którym wcielił się w podwójną rolę Travisa/Trevora Starka. Światową sławę przyniosła mu rola Warnera Huntingtona III – znienawidzonego przez widzów filmowego chłopaka Reese Witherspoon w komedii Legalna blondynka (Legally Blonde, 2001). Uznanie krytyków zdobył dzięki roli szeregowego Jima „Paksa” Paxtona w dramacie wojennym Joela Schumachera Kraina tygrysów (Tigerland, 2000). Od 2002 roku udziela się głównie w niskobudżetowych filmach niezależnych.

## Filmografia
- 2000: Ulice strachu: Ostatnia odsłona (Urban Legends: Final Cut) jako Travis Stark
- 2000: Kraina tygrysów (Tigerland) jako szer. Jim 'Pax' Paxton
- 2001: Legalna blondynka (Legally Blonde) jako Warner Huntington III
- 2001: Pearl Harbor jako Joe
- 2001: Inside 'Legally Blonde' (on sam)
- 2002: Ciśnienie (Below) jako Odell
- 2002: Błękitna fala (Blue Crush) jako Matt Tollman
- 2002: Kowboje i idioci (Lone Star State of Mind) jako Jimbo
- 2003: Something Better jako Skip
- 2004: Cień strachu (Shadow of fear) jako Harrison French
- 2004: Seeing Other People jako Donald
- 2005: W stronę słońca (Into the Sun) jako agent Mac
- 2005: BloodRayne jako Sebastian
- 2005: Co jest grane (Heights) jako Mark
- 2006: Szampańskie życie (Bottoms Up) jako Johnny Cocktails
- 2006: Mentor jako Carter
- 2006–2007: Czas na Briana (What About Brian) jako Adam Hillman
- 2007: Wasting Away jako Mike
- 2009: Odnaleziona rozkosz (Finding Bliss) jako Jeff Drake
- 2009: Limelight jako David
- 2009: S. Darko jako pastor John
- 2009–2014: Pamiętniki wampirów (The Vampire Diaries) jako Alaric Saltzman
- 2010: Czekając na wieczność (Waiting for Forever) jako Aaron
- 2013: CSI: Kryminalne zagadki Las Vegas (C.S.I.: Crime Scene Investigation) jako Sean Yeager